# 테오도시우스 성벽

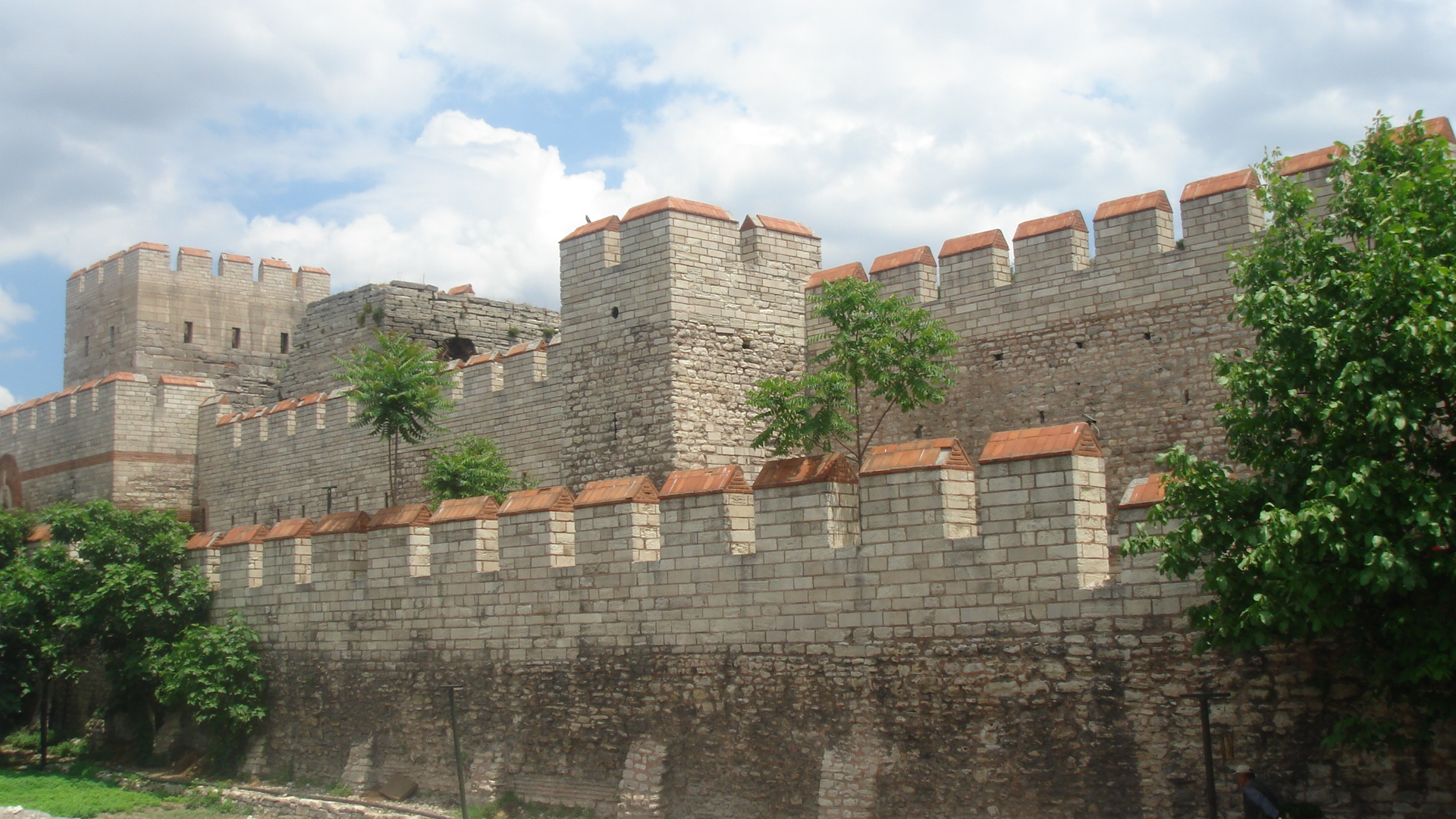

테오도시우스 성벽은 콘스탄티노폴리스를 방어하는 삼중의 성벽이다. 콘스탄티노폴리스가 난공불락의 도시로 불리게 된 데에는 이 성벽의 도움이 컸다.
이 성벽의 높이는 약 12m나 되며 이중 삼중으로 건설되어 방패막 역할을 잘 하였다

## 건설
아르카디우스 황제의 사후 그 아들 테오도시우스 2세가 7살의 나이로 즉위하자, 당시 가장 훌륭한 행정가이자 외교가인 민정총독 안테미우스가 섭정으로 일하게 되었다. 당시 콘스탄티노플에서는 이미 고대부터 이어져 온 성벽과 콘스탄티누스 대제가 직접 세운 성벽이 있었으나, 시가지가 너무 커져 이 성벽들로는 시가지를 충분히 방어할 수 없는 상태였다. 따라서 안테미우스는 시가지를 보호하고 방위하기 위해 서기 413년부터 성벽을 건설하게 되는데, 이후 테오도시우스 법전과 더불어 테오도시우스 2세의 가장 위대한 업적 중 하나로 남게 된다.

## 구조
해자를 갖추고 있는 성벽으로, 해자 뒤의 흉벽과 너비가 2미터 높이가 5미터인 내성벽, 너비 5미터 높이 12미터인 외성벽의 삼중 구조로 이루어져 있었다. 특히 내성벽과 외성벽에는 각각 96개 씩의 망루가 설치되어 있어 적을 견제하기에 용이했다. 이 성벽은 콘스탄티노폴리스 전체를 감싸고 있었는데, 육로에 면한 6km정도만이 앞서 설명한 구조로 되어있었고 해안가의 성벽은 보통의 단일구조로 되어있었다.
성벽의 위력은 매우 강력해서 제국이 외세의 침략을 받아 수도 면전까지 영토가 유린되었다 해도 이 성벽을 넘어 수도를 점령할 수 있었던 군대는 14세기까지 아무도 없었다. 1453년 투르크군도 15만에 달하는 대군을 몰고 왔으나 성내의 7천 남짓한 군대를 상대로 한 달 반 가량을 고전해야 했으며, 간신히 넘어 제도를 장악하긴 했으나 그마저도 성벽을 넘어온 것이 아닌 다른 이유로 가능했다.

## 같이 보기
- 아우렐리아누스 방벽